# Tom Beauchamp
Tom Lamar Beauchamp (* 2. Dezember 1939 in Austin, Texas; † 19. Februar 2025 in Washington, D.C.) war ein US-amerikanischer Moralphilosoph mit den Arbeitsschwerpunkten Bioethik und David Hume.

## Leben
Beauchamp studierte Philosophie an der Southern Methodist University, wo er 1963 einen Bachelor- und Master-Abschluss erwarb. Bis 1966 qualifizierte er sich in einem theologischen Studium für einen B.D. an der Yale University, um schließlich 1970 ein Ph.D.-Programm in Philosophie an der Johns Hopkins University zu absolvieren. 1970 wurde er Assistant Professor, 1975 Associate Professor und 1979 Professor an der Georgetown University. Weiterhin hatte er eine Forschungsposition am Kennedy Institute of Ethics inne. 2016 wurde Beauchamp emeritiert.
Tom Beauchamp erarbeitete in führender Rolle den Belmont Report (1978). In der Folge schrieb er mit James Childress die Principles of Biomedical Ethics (1979) – das auf Prinzipienethik beruhende Vier-Prinzipien-Modell – und schuf so eine der ersten Monographien auf diesem sich entwickelnden Forschungsfeld. Die Buch wurde später vielfach übersetzt und neu aufgelegt. Bei seinem Tod lag es in der achten Auflage vor. Beauchamp war Mitherausgeber des Journal of Medicine and Philosophy, der International Encyclopedia of Ethics und der Notre Dame Philosophical Reviews.
Beauchamp starb am 19. Februar 2025 im Alter von 85 Jahren in Washington,  D.C. Er war mit der Bioethikerin Ruth Faden verheiratet und Vater eines Sohnes und einer Tochter. Vor seiner Eheschließung konvertierte er zum Judentum.

## Veröffentlichungen (Auswahl)
- mit James Childress: Principles of Biomedical Ethics. Oxford University Press, Oxford 1979. (8. Auflage: Oxford University Press, Oxford 2019, ISBN 978-0-19-064087-3)
- mit Alexander Rosenberg: Hume and the Problem of Causation. Oxford University Press, Oxford 1981.
- Philosophical Ethics. McGraw-Hill, 1982.
- Case Studies in Business, Society, and Ethics. Prentice-Hall, 1983.
- mit Laurence McCullough: Medical Ethics. Prentice-Hall, 1984.
- mit Ruth R. Faden: A History and Theory of Informed Consent. Oxford University Press, Oxford 1986.
- mit Stephen Klaidman: The Virtuous Journalist. Oxford University Press, Oxford 1987.
- The Clarendon Hume and Oxford Philosophical Text Editions of Hume:
  - An Enquiry concerning the Principles of Morals. Clarendon Press, Oxford 1998.
- The Oxford Philosophical Texts Edition for Students:
  - An Enquiry concerning the Principles of Morals. Oxford University Press, Oxford 1998.
  - An Enquiry concerning Human Understanding. Oxford University Press, Oxford 1999.
- mit  F. Barbara Orlans, Rebecca Dresser, David B. Morton und John P. Gluck: The Human Use of Animals. Oxford University Press, Oxford 1998.
- Frontiers of Biomedical Ethics. Kojinsha, Tokyo 1999.
  - An Enquiry concerning Human Understanding. Clarendon Press, Oxford 2000.
  - A Dissertation on the Passions and The Natural History of Religion. Clarendon Press, Oxford 2007.
- Standing on Principles: Collected Essays. Oxford University Press, Oxford 2010.